# Иваненко, Борис Васильевич
Бори́с Васи́льевич Иване́нко (20 октября 1933, Канев — 13 марта 2008, Киев) — советский и украинский архивист, историк, журналист, государственный и партийный деятель. Заслуженный работник культуры Украины. Государственный служащий 1-го ранга (04.1994).

## Детство
Родился в семье учителей. Украинец. 
Отец Иваненко Василий Павлович (1908-1984) — учитель, родом из Прилукского района (Черниговская область); 
мать Довженко Надежда Николаевна (1906-2005) — учительница, происходит из рода Довженко из Сосницы Черниговской области, троюродная сестра Александра Довженко; 
жена Светлана Карповна (1937) — бухгалтер-экономист, пенсионерка; сын Сергей (1959-2008) — инженер, работал на телевидении.

## Образование
- 1950-1956 — историко-философский факультет Киевского государственного университета им. Т. Г. Шевченко,
- ВПШ при ЦК КПУ, отдел. прессы, радио и телевидения (1962-1964).

## Карьера
- 1956 — 1957 г. — заведующий отделом, заместитель редактора Полонской районной газеты «Ленинским путем».
- 1957 — 1960 г. — ответственный секретарь, редактор Любецкой районной газеты «Красное Приднепровье».
- 1960 — 1962 г. — редактор областной газеты «Комсомолец Черниговщины».
- 1964 — 1965 г. — литературный работник Черниговской областной газета «Деснянская правда».
- 1965 — 1966 г. — инструктор Черниговского областного комитета КПУ.
- 1966 — 1976 г. — инструктор, заведующий сектором радио и телевидения отдела пропаганды и агитации ЦК КПУ.
- 1976 — марте 1978 г. — 1-й заместитель председателя Государственного комитета УССР по телевидению и радиовещанию.
- 29 марта 1978 — 11 декабря 1979 г. — председатель Государственного комитета УССР по телевидению и радиовещанию.
- декабрь 1979 — 1989 г. — заведующий отделом культуры ЦК КПУ.
- 1989 — июнь 1996 г. — начальник Главного архивного управления при Совете Министров УССР (Украины).
- С 1996 — ведущий специалист, 1998 — 2000 г. — директор Центрального государственного архива общественных объединений Украины.

## Политическая деятельность
- В 1953 году вступил в КПСС. Кандидат в члены ЦК КПУ в 1981 — 1990 г. Депутат Верховного Совета РСФСР 10-11-го созывов.

## Вклад в архивистику
В начале 1990-х годов Б. В. Иваненко, опираясь на ядро специалистов архивной службы Украины, сумел сохранить систему государственных архивов, предотвратить кадровые потери, обеспечить стабильное развитие отрасли. Под его руководством велась работа по демократизации деятельности государственных архивов, в том числе рассекречивание закрытых ранее фондов, приема на постоянное хранение документов бывших МВД и КГБ УССР.
Возглавлял группу по разработке первого в истории украинского архивного дела Закона Украины «О Национальном архивном фонде и архивных учреждениях».
Был одним из инициаторов создания Украинского научно-исследовательского института архивного дела и документоведения.

## Общественная деятельность
Вместе с Юлией Ипполитовной Солнцевой — женой Александра Петровича Довженко — работал над созданием и открытием в 1960 г. в Соснице литературно-мемориального музея гениального писателя и кинохудожника, чье имя и поныне визитной карточкой Украины, а после ликвидации в ходе очередной административно-территориальной реформы Сосницкого района добивался его восстановления в 1965 г.
Был одним из инициаторов создания Союза архивистов Украины, правление которого возглавлял в 1999-2000 гг.
Один из основателей Общества «Черниговское землячество в Киеве», исполнительный директор Общества в 2000-2008 гг.
Чл. СЖУ (1970).

## Награды
- Заслуженный работник культуры Украины (1993)
- Кавалер орденов Трудового Красного Знамени, «Знак Почета» и др.
- Медали.
- Почётная грамота Президиума Верховного Совета УССР.